# Herman Rarebell

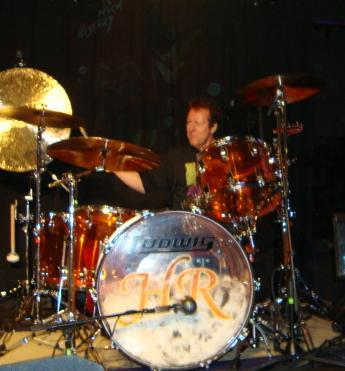
Herman Rarebell, 2011.

Herman Rarebell, född 1949, är en tysk trummis och låtskrivare. Han spelade i det tyska hårdrocksbandet Scorpions 1977-1983 och 1984-1995.